# Borobudur

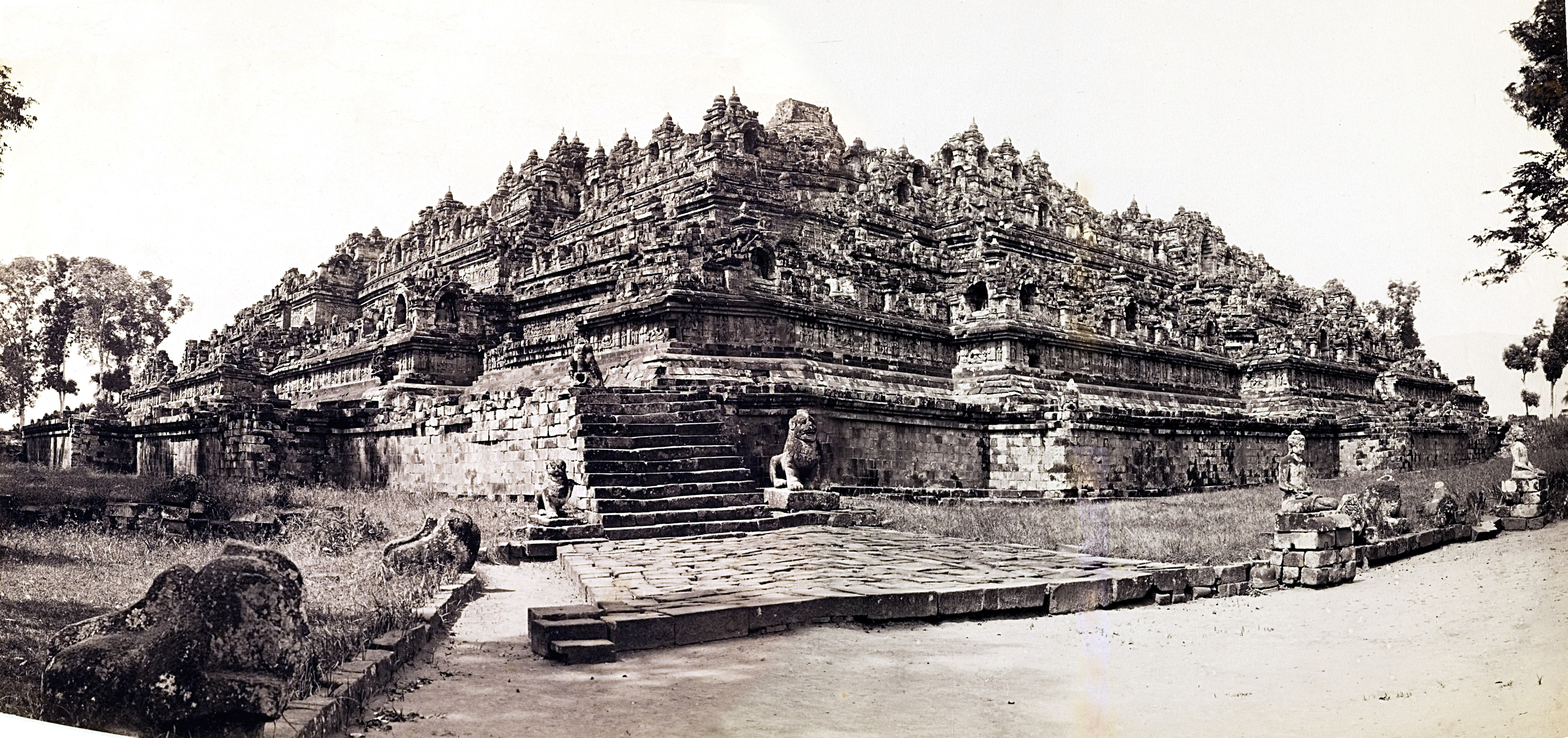
Borobudur na XIX-wiecznej fotografii

Borobudur (Świątynia-wzgórze) – buddyjska świątynia w pobliżu miasta Magelang na Jawie, na obszarze porośniętej dżunglą równiny Kedu, powstała pomiędzy 750 a 850 r. n.e., kiedy na Jawie panowała zhinduizowana dynastia Śailendrów.
Świątynia buddyjska została wzniesiona na bazie mniejszego zamierzenia architektonicznego poświęconego Śiwie. Borobudur jest jednym z największych obiektów kultu buddyzmu na świecie.
W 1991 roku kompleks świątynny Borobudur został wpisany na listę światowego dziedzictwa UNESCO.

## Nazwa
Pochodzenie nazwy Borobudur nie jest do końca znane. Możliwe, że jej nazwa została przejęta od nazwy pobliskiej wsi, wzgórza lub też nazwy sanktuarium jednej z buddyjskich sekt.

## Historia
Żadne źródła pisane nie podają daty ani celu powstania budowli, nie mówią też nic o jej zleceniodawcy. Analiza kształtów liter inskrypcji umieszczonych nad płaskorzeźbami jej pierwszego, zakrytego poziomu wskazuje na ich pochodzenie z ok. roku 800. W tym okresie Środkową Jawą władała dynastia Śailendrów, która pozostawiła po sobie liczne świątynie śiwaistyczne i buddyjskie.
Borobudur stracił na znaczeniu w XI wieku. Dla świata budowlę odkrył w 1814 roku jeden z oficerów brytyjskich w okresie brytyjskiego panowania na Jawie (1811–1814). Wicegubernator tej wyspy i późniejszy założyciel Singapuru Thomas Stamford Raffles zorganizował wówczas pierwsze prace konserwatorskie i wykopaliskowe. Kompleksową odbudowę prowadzili Holendrzy z Theodoorem van Erpem na czele w latach 1907–1911. Nie naprawiono wtedy krzywych murów, co doprowadziło do osuwania się ich pod wpływem tropikalnych deszczów.
W 1991 roku kompleks świątynny Borobudur został wpisany na listę światowego dziedzictwa UNESCO.

## Konstrukcja

Przekrój i proporcje budowli Borubudur

Piramidalna konstrukcja świątyni odzwierciedla buddyjską wizję świata. Ma budowę tarasową, na pięciu czworobocznych tarasach dolnych znajdują się reliefy przedstawiające sceny z życia Buddy i dżataki. Na trzech górnych tarasach kolistych mieszczą się 72 dagoby, zaś w każdej z nich (poza jedną) znajduje się figura Buddy. Całość wieńczy większa od innych dagoba. Bok najniższego tarasu ma 111 metrów długości, całość zaś wysokość 35 m.
Budowla nie posiada pomieszczeń wewnętrznych, przeznaczona jest do rytualnej pielgrzymki, na trasie której rozmieszczone są płaskorzeźby przedstawiające sceny z życia Buddy o łącznej długości około 6 km . Jest to ponad 2000 reliefów, wykonanych z szarego trachitu.
Jeden z pomników Buddy w pozie medytacyjnej jest uważany za przynoszący szczęście. Lokalni przewodnicy mówią, że jeśli kobieta dotknie pięty Buddy a mężczyzna jego palca, będzie im towarzyszyć szczęście.